# Åkersöns naturreservat
Åkersöns naturreservat är ett kommunalt naturreservat i Leksands kommun i Dalarnas län.
Området är naturskyddat sedan 2023 och är 7 hektar stort. Reservatet ligger strax nordväst om Åkerö och består av lövskog och lövdominerad blandskog.